# Drepananthus hexagynus
Drepananthus hexagynus är en kirimojaväxtart som först beskrevs av Friedrich Anton Wilhelm Miquel och som fick sitt nu gällande namn av Siddharthan Surveswaran och Richard M.K. Saunders.
Drepananthus hexagynus ingår i släktet Drepananthus och familjen kirimojaväxter. Inga underarter finns listade i Catalogue of Life.